# قلعه شیخ (آذرشهر)
قلعه شیخ یکی از روستاهای استان آذربایجان شرقی است که در دهستان دستجرد بخش گوگان شهرستان آذرشهر واقع شده‌است.این روستا ۱۹۶ نفر جمعیت دارد.